# Łubowa
Łubowa – wieś sołecka w Polsce położona w województwie świętokrzyskim, w powiecie opatowskim, w gminie Tarłów.
W skład sołectwa wchodzi wieś Dąbrówka
W latach 1975–1998 miejscowość administracyjnie należała do województwa tarnobrzeskiego.

## Historia
W wieku XIX Łubowa – folwark i osada leśna w powiecie opatowskim, gminie Lasocin, parafii Ożarów, odległe od Opatowa 21 wiorst.

Folwark posiadał 1 dom 5 mieszkańców i 130 mórg gruntu. Osada leśna 1 dom 9 mieszkańców i 159 mórg. Folwark należał w roku 1884 do dóbr Jakubowice.